# Montigny-lès-Arsures
Montigny-lès-Arsures és un municipi francès situat al departament del Jura i a la regió de Borgonya - Franc Comtat. L'any 2007 tenia 272 habitants.

## Demografia

### Població
El 2007 la població de fet de Montigny-lès-Arsures era de 272 persones. Hi havia 124 famílies de les quals 48 eren unipersonals (12 homes vivint sols i 36 dones vivint soles), 40 parelles sense fills, 28 parelles amb fills i 8 famílies monoparentals amb fills.
La població ha evolucionat segons el següent gràfic:
Habitants censats

### Habitatges
El 2007 hi havia 155 habitatges, 126 eren l'habitatge principal de la família, 7 eren segones residències i 22 estaven desocupats. 128 eren cases i 27 eren apartaments. Dels 126 habitatges principals, 88 estaven ocupats pels seus propietaris, 32 estaven llogats i ocupats pels llogaters i 6 estaven cedits a títol gratuït; 5 tenien dues cambres, 16 en tenien tres, 37 en tenien quatre i 68 en tenien cinc o més. 95 habitatges disposaven pel capbaix d'una plaça de pàrquing. A 63 habitatges hi havia un automòbil i a 49 n'hi havia dos o més.

### Piràmide de població
La piràmide de població per edats i sexe el 2009 era:
| Homes | Edats   | Dones |
| ----- | ------- | ----- |
| 0     | 95 o +  | 0     |
| 0     | 90 a 94 | 0     |
| 4     | 85 a 89 | 8     |
| 4     | 80 a 84 | 4     |
| 0     | 75 a 79 | 8     |
| 4     | 70 a 74 | 8     |
| 4     | 65 a 69 | 12    |
| 16    | 60 a 64 | 8     |
| 4     | 55 a 59 | 16    |
| 16    | 50 a 54 | 8     |
| 4     | 45 a 49 | 8     |
| 8     | 40 a 44 | 8     |
| 8     | 35 a 39 | 0     |
| 12    | 30 a 34 | 12    |
| 8     | 25 a 29 | 16    |
| 4     | 20 a 24 | 4     |
| 4     | 15 a 19 | 0     |
| 12    | 10 a 14 | 4     |
| 8     | 5 a 9   | 4     |
| 8     | 0 a 4   | 0     |

## Economia
El 2007 la població en edat de treballar era de 165 persones, 113 eren actives i 52 eren inactives. De les 113 persones actives 103 estaven ocupades (47 homes i 56 dones) i 10 estaven aturades (3 homes i 7 dones). De les 52 persones inactives 24 estaven jubilades, 17 estaven estudiant i 11 estaven classificades com a «altres inactius».

### Ingressos
El 2009 a Montigny-lès-Arsures hi havia 124 unitats fiscals que integraven 277 persones, la mediana anual d'ingressos fiscals per persona era de 17.760 €.

### Activitats econòmiques
Dels 4 establiments que hi havia el 2007, 1 era d'una empresa de fabricació d'altres productes industrials, 1 d'una empresa de comerç i reparació d'automòbils, 1 d'una empresa immobiliària i 1 d'una empresa de serveis.
L'any 2000 a Montigny-lès-Arsures hi havia 43 explotacions agrícoles que ocupaven un total de 414 hectàrees.

## Poblacions més properes
El següent diagrama mostra les poblacions més properes.